# SMS Wittelsbach
SMS Wittelsbach là chiếc dẫn đầu trong lớp thiết giáp hạm tiền-dreadnought Wittelsbach của Hải quân Đế quốc Đức. Wittelsbach được chế tạo tại xưởng tàu Kaiserliche Werft ở Wilhelmshaven, được đặt lườn vào năm 1899 và hoàn tất vào tháng 10 năm 1902 với chi phí 22.740.000 Mác vàng. Wittelsbach là chiếc tàu chiến chủ lực đầu tiên được chế tạo theo nội dung của Luật Hải quân năm 1898, được đề xướng bởi Đô đốc Alfred von Tirpitz.
Con tàu đã hoạt động cùng Hải đội Chiến trận 1 trong hầu hết quãng đời phục vụ. Wittelsbach nhanh chóng bị lạc hậu do sự ra đời của những tàu chiến "toàn-súng-lớn" mới, và kết quả là nó chỉ phục vụ không đầy tám năm trước khi được cho xuất biên chế vào tháng 9 năm 1910. Sau khi Chiến tranh Thế giới thứ nhất bùng nổ vào tháng 8 năm 1914, Wittelsbach được đưa ra phục vụ trở lại cùng Hải đội Chiến trận 4. Con tàu chỉ có những hoạt động giới hạn tại biển Baltic chống lại lực lượng Hải quân Nga, nhưng mối đe dọa của tàu ngầm Anh đã buộc con tàu phải rút lui vào năm 1916. Sau đó nó phục vụ trong một số vai trò phụ trợ, cuối cùng như một tàu tiếp liệu cho tàu quét mìn sau năm 1919. Tuy nhiên, vào tháng 7 năm 1921, con tàu bị bán và bị tháo dỡ.

## Thiết kế và chế tạo
Wittelsbach được đặt lườn vào năm 1899 tại Kaiserliche Werft (Xưởng tàu Hải quân) ở Wilhelmshaven dưới số hiệu chế tạo 25. Nó được đặt hàng dưới cái tên tạm thời "C" trong hợp đồng như là một đơn vị mới của hạm đội. Con tàu là chiếc thiết giáp hạm đầu tiên được chế tạo dưới sự chỉ đạo của Đô đốc Alfred von Tirpitz, theo những điều khoản của Đạo luật Hải quân Đức thứ nhất năm 1898. Wittelsbach được hạ thủy vào ngày 3 tháng 7 năm 1900 và đưa ra hoạt động vào ngày 15 tháng 10 năm 1902.
Con tàu có chiều dài chung 126,8 m (416 ft), mạn thuyền rộng 22,8 m (75 ft), và độ sâu của mớn nước là 7,95 m (26,1 ft) ở phía trước. Nó được đẩy bởi hệ thống động lực gồm ba động cơ hơi nước ba buồng bành trướng đặt dọc dẫn động ba trục chân vịt. Hơi nước được cung cấp bởi sáu nồi hơi kiểu Marine và sáu nồi hơi hình trụ ngang. Wittelsbach có công suất thiết kế là 14.000 ihp (10.000 kW), cho phép đạt được tốc độ tối đa 18 hải lý trên giờ (33 km/h; 21 mph).
Dàn hỏa lực của Wittelsbach bao gồm một dàn pháo chính với bốn khẩu hải pháo 24 cm (9,4 in)/40 caliber bố trí trên hai tháp pháo nòng đôi, một phía trước và một phía sau của cấu trúc thượng tầng. Dàn pháo hạng hai của nó có mười tám khẩu hải pháo 15 cm (5,9 in) SK L/40 cùng mười hai khẩu pháo 8,8 cm (3,5 in) SK L/30 bắn nhanh, được hoàn thiện với sáu ống phóng ngư lôi 45 cm (17,7 in), tất cả được đặt trên các bệ xoay bên trên mực nước.

## Lịch sử hoạt động
Khi được đưa ra hoạt động vào năm 1902, Wittelsbach được phân về Hải đội 1 của Hạm đội Chiến trận. Đến năm 1905, hạm đội Đức được tái tổ chức thành hai hải đội thiết giáp hạm; Wittelsbach được phân về Đội 1 của Hải đội 1, có sự tham gia của các con tàu chị em Wettin và Zähringen. Hạm đội Đức lúc đó còn có thêm một đội ba chiếc của Hải đội 1 và hai đội ba chiếc khác của Hải đội 2; chúng được hỗ trợ bởi một hải đội trinh sát bao gồm hai tàu tuần dương bọc thép và sáu tàu tuần dương bảo vệ. Cũng trong năm đó, Đại tá Hải quân (Kapitän zur See) Maximilian von Spee, người sẽ chỉ huy Hải đội Đông Á Đức Quốc khi Thế Chiến I bùng nổ, nhận quyền chỉ huy con tàu.
Vào năm 1907, lớp thiết giáp hạm Deutschland mới nhất bắt đầu được đưa ra hoạt động. Việc này đã cung cấp cho hải quân đủ tàu chiến để hình thành hai hải đội đầy đủ sức mạnh gồm tám chiếc mỗi hải đội. Hạm đội được đổi tên thành Hạm đội Biển khơi (Hochseeflotte). Wittelsbach phục vụ cùng với Đội 1 cho đến ngày 20 tháng 9 năm 1910. Con tàu sau đó được xuất biên chế và đưa về lực lượng dự bị; thủy thủ đoàn của nó được gửi sang vận hành chiếc dreadnought Posen vừa mới đưa vào hoạt động.
Khi Chiến tranh Thế giới thứ nhất nổ ra vào tháng 8 năm 1914, Wittelsbach được huy động trở lại trong thành phần Hải đội Chiến trận 4 dưới quyền chỉ huy của Phó đô đốc Ehrhard Schmidt. Bắt đầu từ ngày 3 tháng 9 năm 1914, Hải đội Chiến trận 4, có sự hỗ trợ của tàu tuần dương bọc thép Blücher, bắt đầu một cuộc càn quét vào biển Baltic. Chiến dịch kéo dài cho đến ngày 9 tháng 9 nhưng không lôi kéo được các đơn vị Hải quân Nga vào cuộc xung đột. Vào tháng 5 năm 1915, Wittelsbach cùng phần còn lại của Hải đội Chiến trận 4 được điều sang hỗ trợ cho Lục quân Đức tại khu vực biển Baltic. Wittelsbach và các tàu chị em sau đó đặt căn cứ tại Kiel.
Vào ngày 6 tháng 5, các con tàu thuộc Hải đội 4 được giao nhiệm vụ hỗ trợ cho cuộc tấn công chiếm đóng Libau. Wittelsbach cùng các tàu khác chiếm lấy vị trí ngoài khơi Gotland nhằm đánh chặn mọi tàu tuần dương Nga tìm cách ngăn cản cuộc đổ bộ; tuy nhiên phía Nga đã không hoạt động. Đến ngày 10 tháng 5, sau khi lực lượng tấn công đã tiến vào Libau, các tàu ngầm Anh E1 và E9 đã phát hiện Hải đội 4, nhưng ở khoảng cách quá xa không thể tấn công chúng. Wittelsbach cùng các con tàu chị em đã không có mặt trong thành phần hạm đội Đức tham gia tấn công vịnh Riga vào tháng 8 năm 1916 do thiếu hụt lực lượng hộ tống. Sự tăng cường hoạt động của các tàu ngầm Anh đã buộc phía Đức phải phân bổ thêm tàu khu trục hộ tống để bảo vệ cho các tàu chiến chủ lực.
Đến năm 1916, mối đe dọa của tàu ngầm đối phương tại biển Baltic buộc Hải quân Đức phải rút những chiếc lớp Wittelsbach đã lạc hậu khỏi các hoạt động ở tuyến đầu. Wittelsbach thoạt tiên hoạt động như một tàu huấn luyện đặt căn cứ tại Kiel; sau đó nó được chuyển đến Wilhelmshaven để được sử dụng như một tàu tiếp liệu hạm đội. Đến năm 1919, Wittelsbach được cải biến thành một tàu kho chứa phục vụ cho tàu quét mìn của Hải quân Đức mới được thành lập lại. Nó chở theo 12 con tàu chạy ở vùng nước nông này; tuy nhiên nó chỉ phục vụ ở vai trò mới này trong hơn một năm. Vào ngày 8 tháng 3 năm 1921, Wittelsbach được rút khỏi danh sách Đăng bạ Hải quân, rồi bị bán để tháo dỡ bốn tháng sau đó, vào ngày 7 tháng 7, với giá 3.561.000 Mark. Con tàu sau đó được tháo dỡ tại Wilhelmshaven.